# Rosa 'Botticelli'
Rosa 'Botticelli' — сорт роз класса флорибунда. 
Назван в честь флорентийского художника Сандро Боттичелли.
Сорт создан Richardier Michele Meilland во Франции, в питомнике Meilland International в 2003 году. Введён в культуру в 2005 году.

## Биологическое описание
Куст густой, компактный, высотой 70—80 см.
Цветки светло-розовые, махровые, без аромата. Цветение непрерывное. 50—55 лепестков в одном цветке, диаметр цветка 9—10 см.
Листья полуматовые, тёмно-зелёные, плотные.

## В культуре
Зоны морозостойкости: от 6b (−17.8 °C... −20.6 °C) до 9b (−1.1 °C... −3.9 °C).
Устойчивость к заболеваниям очень высокая. Может использоваться в качестве штамбовой формы. Рекомендуемая плотность посадки: 3 шт./м².